# 國際體育會 (巴西)
國際體育會（Sport Club Internacional），是一間位於南里奧格蘭德州阿雷格里港的巴西球會，於1909年4月4日成立。球會的主場位於河岸球場，主場球衣為紅衣白褲白襪。

## 歷史
在二十世紀早期，三名住在聖保羅的年輕人，到了阿雷格里港時，想在當地踢足球。不過當地沒有一間球會收留他們，因為他們只是新移民，所以他們就成立了一間新球會。在1909年4月4日，一個星期一的晚上，在一間房子的地窖，這三名年輕人(Henrique和José Poppe Leão兄弟,還有Luiz Madeira Poppe)聯同 40 個年輕人(比預計參與人數多出一倍)， 成立了國際體育會。而國際體育會，和甘美奧一樣，都是在阿雷格里港成立，也是南里奧格蘭德洲兩間最著名的球會。
國際體育會的主場河岸球場在1969年4月6日落成，首場比賽贏葡萄牙的賓菲加2-1。球會的支持者認為，這球場是他們合作的成果。球場本來能容納90,000人，後來根據國際足協的標準，修訂至56,000人。
在1975年，球會成為了第一間來自南里奧格蘭德洲的球會，贏得全國聯賽冠軍。當時球會主場以1-0歷史性擊敗當時的榜首球隊高士路。而後來比拉里奧也成為他們再兩奪全國冠軍的地方，分別在1976年以2-0擊敗哥連泰斯，和在1979年以2-1擊敗華斯高，而當年也是國際體育會唯一一年以不敗姿態奪冠的球隊。他們在國際賽一樣取得成功，在1980年，他們打入了南美自由杯的決賽， 但最後輸給國民隊。而在1992年舉行的巴西杯決賽，國際體育會就在主場以1-0小勝富明尼斯。
球會在隨後的十年，繼續在足球界中被排斥。但他們在2005年的聯賽中，奪得亞軍，僅敗給哥連泰斯。而該季受到假波醜聞困擾，最後一輪的比賽結果取消而需要重賽。
2016年巴甲聯賽，國際體育會排第17位，護級失敗，創會以來首次降班。但一年後以巴乙聯賽第2位重新升班。

## 南美冠軍球會
縱使在聯賽失意，但國際體育會仍然能贏得重要錦標，而且是對球會來說是歷史性的。在2006年8月16日，在南美自由杯決賽的次回合，球會迫和了對手聖保羅，令球會首次奪得南美自由杯冠軍。
在這次自由杯的歷程中，國際體育會贏八場，和六場，只是在半準決賽輸了一場給利加大學。在爭標過程中，球會先後擊敗烏拉圭的蒙特維多國民隊和巴西的聖保羅，它們都是當地聯賽冠軍。
在對聖保羅的賽事中，國際體育會作客在爭議聲中贏得首回合的賽事。當日有80,000人進入聖保羅的莫隆比球場。聖保羅後衛Edcarlos先射入一球，拉斐爾(Rafael Sóbis)在下半場攻入兩球。結果令國際體育會次回合只須打和就可以奪冠，而他們在次回合也十分享受在主場作賽，令他們能在12月到日本參加世界冠軍球會杯。
射手Fernandão和Tinga，在主場各射入一球，令他們和其他12名球員以射入5球一起成為神射手。Fernandão最後獲選為最佳球員，並獲得一部豐田Corolla作為禮物。

### 自由杯歷程
- 2006年2月16日 - 馬拿卡寶 1 : 1 國際體育會
- 2006年2月23日 - 國際體育會 3 : 0 蒙特維多國民隊
- 2006年3月8日  - 普馬斯 1 : 2 國際體育會
- 2006年3月22日 - 國際體育會 3 : 2 普馬斯
- 2006年4月4日  - 蒙特維多國民隊 0 : 0 國際體育會
- 2006年4月18日 - 國際體育會 4 : 0 馬拿卡寶
- 2006年4月27日 - 蒙特維多國民隊 1 : 2 國際體育會
- 2006年5月3日  - 國際體育會 0 : 0 蒙特維多國民隊
- 2006年5月10日 - 利加大學 2 : 1 國際體育會
- 2006年7月19日 - 國際體育會 2 : 0 利加大學
- 2006年7月27日 - 利伯泰迪 0 : 0 國際體育會
- 2006年8月3日  - 國際體育會 2 : 0 利伯泰迪
- 2006年8月9日  - 聖保羅 1 : 2 國際體育會
- 2006年8月16日 - 國際體育會 2 : 2 聖保羅

## 一流球星工廠
國際體育會在訓練年輕球員上，擁有一套完善的制度。球會為7-20歲的年輕球員，提供一個鞏固的基礎，讓他們發展。現在，有大約1,120人參與球會訓練，當中320人參與爭標組，而其餘的只是作為娛樂性質。而球會也有其他範疇的專家，為他們提供額外的照顧，包括教練、物理治療師、心理學家、社工、醫生、營養學家和醫療服務。這令球會在聖保羅青年杯四次奪得冠軍，和在巴西足球甲級聯賽二十歲以下組別奪得首屆冠軍(這項比賽於2006年成立)。
經過長期投資在青年訓練後，國際體育會在過去95年，培育了非常多的頂尖運動員，不少著名的球星當年也曾効力國際體育會。就像法卡奧 (Paulo Roberto Falcão)，在1982年世界杯中大放異彩。而門將泰法路(Taffarel)，在1994年世界杯扮演關鍵的角色。同年的世界杯，中場鄧加(Dunga)也是陣中關鍵人物。而盧斯奧(Lúcio)也曾協助巴西在2002年世界杯奪冠。後防阿洛伊西奥，在九十年代曾効力波圖和巴塞羅拿。中場巴迪斯達(Batista)，也曾在1982年世界杯中相。而中場法比奥·罗申巴克(Fábio Rochemback)，曾効力米杜士堡。最近，國際體育會青訓的產品尼爾馬(Nilmar)，曾効力哥連泰斯。而曾効力莫斯科中央陸軍的卡華路(Daniel Carvalho)，和天才球員拉斐爾(Rafael Sóbis)，只是替球會上陣了一場自由杯賽事，就獲鄧加徵召入巴西國家足球隊。

## 榮譽

### 國家榮譽
- 巴甲冠軍(3): 1975, 1976, 1979
- 巴西盃(1): 1992
- 州聯賽冠軍(45) : 1927, 1934, 1940, 1941, 1942, 1943, 1944, 1945, 1946, 1947, 1948, 1950, 1951, 1952, 1953, 1955, 1961, 1969, 1970, 1971, 1972, 1973, 1974, 1975, 1976, 1978, 1981, 1982, 1983, 1984, 1991, 1992, 1994, 1997, 2002, 2003, 2004, 2005, 2008, 2009, 2011, 2012, 2013, 2014, 2015, 2016

### 國際榮譽
- 南美解放者杯Copa Libertadores: 2006, 2010
- 世俱杯FIFA Club World Cup: 2006
- 南美优胜者杯Recopa Sudamericana: 2007
- 南美俱乐部杯Copa Sudamericana: 2008

## 會歌
國際體育會的會歌是Celeiro de Ases (意思為"A Factory of Aces"，即一流球員的工廠)，由Nélson Silva在1957年創作。

## 球場
國際體育會的主球場位於比拉里奧，在1969年落成，可容納56,000人。比拉里奧取代Estádio dos Eucaliptos球場，那裡在1950年時舉辦過兩場世界杯賽事。而比拉里奧現在也成為2014年世界杯在巴西舉行時，其中一個場地。

## 球迷组织
- Guarda Colorada - 官方網站
- T.O. Camisa 12
- Super FICO (Força Independente Colorada)
- Nação Independente Comando Vermelho

## 著名球員
| - Aguirregaray - 阿洛伊西奥 - Batista - Benitez - Bodinho - Bolivar - Branco - Caçapava - 卡比茲安尼 - 卡瓦路 - Claudiomiro - 安德烈·克鲁斯 - Dario - 鄧加 - 迪達 - 埃拉诺 - 胡利奥·塞萨尔·恩西索 - 保罗·罗伯托·法尔考 - Fernandão - Fernández - 埃利亚斯·菲格罗亚 |  | - 毛罗·加尔旺 - 卡洛斯·加马拉 - 加維蘭 - 干卡維斯 - 热尔松 - 塞尔希奥·戈伊科切亚 - Larry Pinto de Faria - 盧西奧 - Lula - Manga - Rúben Paz - Marinho Peres - 法比奥·罗申巴克 - 泰法路 - Tesourinha - 廷加 - Valdomiro - Villalba |

## 著名教練
| - Teté (1951-57, 1960) - Daltro Menezes (1968-1971) - Dino Sani (1971-1974, 1983) - Rubens Minelli (1974-1977) - Cláudio Duarte (1978-1979, 1981, 1989, 1994-1995, 2001, 2002) - Ênio Andrade (1979-1980, 1990-1991, 1993) - Abel Braga (1988-1989, 1991, 1995, 2006) - Antônio Lopes (1992) - Paulo Autuori (1999) - Émerson Leão (1999) - Muricy Ramalho (2003, 2004-2005) |

## 最多入球
| 入球數字             |      |
| 球員                 | 入球 |
| Carlitos             | 485  |
| Bodinho              | 244  |
| Claudiomiro          | 210  |
| Valdomiro            | 192  |
| Larry Pinto de Faria | 180  |
| Tesourinha           | 176  |
| Villalba             | 145  |
| Ivo Diogo            | 123  |
| Jair                 | 123  |
| Adãozinho            | 113  |

## 最多出場次數
| 出場次數       |      |
| 球員           | 場數 |
| Valdomiro      | 803  |
| Bibiano Pontes | 523  |
| Dorinho        | 461  |

## 外部連結
- 官方網站 （页面存档备份，存于）